# Ventenac
Ventenac är en kommun i departementet Ariège i regionen Occitanien i södra Frankrike. Kommunen ligger  i kantonen Varilhes som ligger i arrondissementet Pamiers. År 2022 hade Ventenac 235 invånare.

## Befolkningsutveckling
Antalet invånare i kommunen Ventenac
Referens: INSEE